# Werner H. Ritter
Werner Heinz Ritter (* 6. Januar 1949 in Weißenburg in Bayern) ist ein deutscher evangelisch-lutherischer Theologe.

## Leben
Von 1968 bis 1973 studierte er Theologie, Philosophie und Pädagogik an der Augustana-Hochschule Neuendettelsau sowie in Heidelberg und Erlangen (1973 erstes kirchlich-theologisches Examen in Bayern). Von 1974 bis 1984 war er Assistent für Evangelische Theologie und Religionspädagogik an der Universität Regensburg bei Wilhelm Sturm. Nach der Promotion 1979 zum Dr. theol. an der Evangelisch-Theologischen Fakultät der Universität Erlangen und der Habilitation 1985 zum Dr. phil. habil. an der Universität Regensburg legte er 1986 das zweite kirchlich-theologische Examen in Bayern ab. 1986/87 hatte er eine Schulpfarrstelle in Ansbach und Regensburg inne. Seit 1987 war er Lehrstuhlinhaber für Ev. Theologie mit Schwerpunkt  Religionspädagogik an der Universität Bayreuth. 2008 wechselte er wegen Schließung der Theologischen Lehrstühle an der Universität Bayreuth auf den gleichnamigen Lehrstuhl an der Universität Bamberg. Nach einer dreijährigen Freistellungsphase ging er 2014 in den Ruhestand.

## Schriften (Auswahl)
- Religion in nachchristlicher Zeit. Eine elementare Untersuchung zum Ansatz der neueren Religionspädagogik im Religionsbegriff. Kritik und Konstruktion. Lang, Frankfurt/M. 1982, ISBN 3-8204-5719-4.
- Legitimation per Religion? Zur Begründung des Religionsunterrichts an öffentlichen Schulen (= Religionspädagogik heute. Band 15.) Aachen 1984, ISBN 3-922322-27-1.
- Christlicher Glaube und Erfahrung. Die Bedeutung von Erfahrung für den christlichen Glauben im religionspädagogischen Verwendungszusammenhang. Habilitationsschrift, Regensburg 1985.
- Glaube und Erfahrung im religionspädagogischen Kontext: die Bedeutung von Erfahrung für den christlichen Glauben im religionspädagogischen Verwendungszusammenhang. Vandenhoeck und Ruprecht, Göttingen 1989, ISBN 3-525-61453-5.
- mit Rainer Lachmann und Gottfried Adam: Theologische Schlüsselbegriffe, TLL 1; 3. Auflage, Vandenhoeck und Ruprecht, Göttingen 2010, ISBN 3-525-61420-9.
- mit Georg Hilger: Religionsdidaktik Grundschule. Handbuch für die Praxis des evangelischen und katholischen Religionsunterrichts. Kösel, Calwer, München/Stuttgart 2010, 3. Auflage.